# Andréas Lang
 (septembre 2012).
Si vous disposez d'ouvrages ou d'articles de référence ou si vous connaissez des sites web de qualité traitant du thème abordé ici, merci de compléter l'article en donnant les références utiles à sa vérifiabilité et en les liant à la section « Notes et références ».
Andréas Lang, né en 1965 à Deux-Ponts (Allemagne), est un artiste photographe.

## Œuvres

### Photographies
En 1995, il voyage en Australie et premiers travaux en noir et blanc sur la nature et le paysage
En 1996, il effectue série sur Alexandre Bouglione et le cirque Romanès à Paris
En 1999, il  voyage à Dharamsala et dans le Nord de l'Inde. Réalisation d'une série photographique et d'un film sur l'opéra tibétain (collaboration avec l'Institut tibétain des arts du spectacle)
Entre 1999 et 2005, il effectue des travaux sur le paysage européen. Voyage à New York.
En 2005, grâce à un programme d'échange artistique, Andréas Lang travaille en Pologne sur le lien entre le paysage et l'histoire du pays.
En 2006, il voyage au Mali et dans le désert du Sahara, photographie les Touareg.
- Voyage en Turquie et en Syrie pour le projet photographique Eclipse.
- Projet Memoryscape avec la Maison des Cultures du Monde à Berlin.

En 2007, il voyage en Israël, en Palestine et en Égypte pour achever la série Eclipse.
En 2008, il mène le projet Signs of the Cities à Barcelone. Nouveaux travaux au Caire et dans le reste de l'Égypte.
En 2009, il voyage en Espagne. Préparation du livre d'artiste Sous les ogives. Participe à Paris Photo.
En 2010, il retourne à Damas pour poursuivre sa recherche photographique. Nombreuses expositions à Berlin, Munich, Madrid et Barcelone.
En 2011, il expose à Berlin, Hambourg et Munich. Préparation d'un voyage au Cameroun.

### Documentaires et art vidéo
En 1998, il fait un documentaire sur l'écrivain surréaliste Maurice Fourré et sur le groupe musical "Titi Robin and Gitans"
En 2003, il tourne The Haunting of New York Times Square en super-8
En 2010, il réalise The Age of Discovery (installation vidéo).

## Récompenses
Il reçoit le Prix Agfa Multicontrast, France, 2000
Il reçoit le Prix Aidda de la photographie sociale et documentaire, Paris, 2000Il recoit en 2010 le Projektstipendium für Bildende Kunst, prix de la ville de Munich et en 2008 le DG award for contemporary art - Gebhard Fugel Preis. En 2006, il reçoit également le Green Leaf Award for Photography, NWM (UN World Environment Days Algiers).
En 2005, il recoit une Bourse européenne en Pologne.